# アームストロング・ウィリアムズ
アームストロング・ウィリアムズ（英: Armstrong Williams、1962年2月5日 - ）は、アメリカの政治評論家、起業家、作家、トーク番組の司会者。全国的にシンジケート化された保守的な新聞のコラムを書き、毎日のラジオ番組のホストを務め、『アームストロング・ウィリアムズ・ショー（The Armstrong Williams Show）』と呼ばれる全国的にシンジケート化されたテレビ番組のホストを務めている。多数のテレビ局を買収したシンクレア・ブロードキャスティングと提携しているメディア会社、ハワード・スターク・ホールディングス（Howard Stirk Holdings）の所有者である。元住宅都市開発省（HUD）長官であり、2016年の大統領候補であるベン・カーソンの長年の仲間である。

## 初期の人生とキャリア
10人の子供のうちの1人であるアームストロング・ウィリアムズは、1962年2月5日、サウスカロライナ州マリオンでテルマ・ハワード・ウィリアムズ（Thelma Howard Williams）とジェームズ・ウィリアムズ（James Williams）の間に生まれた。一家の200エーカーのタバコ農場で育てられた。1981年にサウスカロライナ州立大学を卒業し、政治学と英語の学士号を取得した。ファイ・ベータ・シグマ友愛会の生涯メンバーである。
アメリカ合衆国雇用機会均等委員会（最高裁判所判事クラレンス・トーマス）の委員長の内密補佐、アメリカ合衆国農務省の大統領任命者、ストロム・サーモンド上院議員の立法補佐官及び顧問を務めた。
チャールストン教会銃乱射事件の犠牲者となったサウスカロライナ州上院議員クレメンタ・ピンクニーのいとこである。

## メディアキャリア

### ラジオ
1998年、ザ・セイラム・ラジオ・ネットワーク（The Salem Radio Network）と合併し、国内の26のトップラジオ市場にアームストロングの全国ラジオ番組をシンジケートした。2002年、ニュージャージー州ニューアークを拠点とするトーク・アメリカ・ラジオ・ネットワーク（Talk America Radio Network）と再会した。2005年3月のWWRL 1600 AMで、『ドライブ・タイム・ダイアログ（Drive Time Dialogue）』のサム・グリーンフィールド（Sam Greenfield）との共同ホストとしてラインナップに加わった。
2008年にXMサテライト・ラジオ・パワー 128（現：シリウスXM・アーバン・ビュー）で『アームストロング・ウィリアムズ・ショー（The Armstrong Williams Show）』と呼ばれる毎晩のトーク番組のホストを務め始めた。自身のラジオ番組は、政治的及び現在の問題に関連する自身の意見、価値観、イデオロギーを特集していた。

### テレビ
シンクレア・ブロードキャスティング・グループの番組『ニュースセントラル』の政治アナリストとして雇われた。
2002年から2005年まで、ケーブルネットワーク「TVOne」で『オン・ポイント・ウィズ・アームストロング・ウィリアムズ（On Point with Armstrong Williams）』のホストを務めた。
『アームストロング・ウィリアムズ・ショー』と呼ばれるシンジケートテレビ番組のホストを務めている。自身がホストを務めた以前の番組には、『ザ・ライト・サイド・フォーラム（The Right Side Forum）』や『ライト・サイド・ウィズ・アームストロング・ウィリアムズ（The Right Side with Armstrong Williams）』などがある。

### シンジケートコラム
クリエイターズ・シンジケート（Creators Syndicate）によって配信されるシンジケートコラムを書いている。

### ハワード・スターク・ホールディングス
2013年11月25日、シンクレア・ブロードキャスト・グループによるバリントン・ブロードキャスティングの3億7,000万ドルの大規模な買収の一環として、2つのテレビ局の買収に関与した。自身が所有するハワード・スターク・ホールディングス（Howard Stirk Holdings、HSH）は、ミシガン州フリント・サギノー・ベイシティにあるNBC提携局のWEYI-TVと、サウスカロライナ州マートルビーチ・フローレンスにあるCW提携局のWWMBの所有権を与えられた。会社名は、ウィリアムズの母親のミドルネーム（ハワード）と父親のミドルネーム（スターク）に由来している。どちらの放送局も、ローカルマーケティング契約に基づいてシンクレアによって運営されており、その結果、同社はFCCの所有規則を回避するためにシンクレアの「サイドカー（sidecar）」として機能していたという主張がなされた。ウィリアムズはこの主張を擁護し、放送局の番組編成を完全に管理しており、収入の大部分を受け取っていたと述べた。
2014年12月4日、FCCは、サウスカロライナ州チャールストンのWMMP、アラバマ州タスカルーサのWCFT-TV、同州アニストンのWJSU-TVの放送局ライセンスをシンクレアからハワード・スターク・ホールディングスに譲渡することを承認した。この取り決めの下で、HSHは将来の買収を独立した放送局として運営し、第三者との契約を放棄することになる。2015年1月28日、インターマウンテン・ウェスト・コミュニケーションズ・カンパニーは、KVMYをハワード・スターク・ホールディングスに売却することを申請した。取引は10月30日に完了した。ハワード・スターク・ホールディングスは、2015年1月のラスベガスの放送局KVMYの買収申請で、ネクスター・メディア・グループからWLYH-TVライセンスを再び取得する計画であることを明らかにし、売却は同年11月12日に完了した。これらの取引により、ウィリアムズは当時、アメリカでテレビ局を所有する最大のアフリカ系アメリカ人になった。2019年、バイロン・アレンはハートランド・メディアの殆どの資産を購入し、ウィリアムズを上回った。
2018年4月24日、シンクレアは、トリビューン・メディアとの合併の一環として、ハワード・スターク・ホールディングスが、シンクレアが所有するシアトルのKUNS-TVとユタ州セントジョージのKMYU、及びトリビューンが所有するオクラホマシティのKAUT-TVを買収すると発表した。この取引は、同年8月にトリビューンの取引が崩壊したためキャンセルされた。
ハワード・スターク・ホールディングスが現在所有している放送局
| 放送地域免許/市場                                         | 放送局    | チャンネル TV（RF） | 所有開始年 | 主な所属ネットワーク |
| --------------------------------------------------------- | --------- | ------------------- | ---------- | -------------------- |
| アラバマ州アニストン-タスカルーサ-バーミンガム            | WGWW      | 40 (9)              | 2015年     | H&I                  |
| アラバマ州アニストン-タスカルーサ-バーミンガム            | WSES      | 33 (33)             | 2015年     | H&I                  |
| ミシガン州サギノー-フリント                               | WEYI-TV 1 | 25 (30)             | 2013年     | NBC                  |
| ネバダ州ラスベガス                                        | KHSV      | 21 (2)              | 2015年     | MeTV                 |
| ペンシルベニア州レバノン-ランカスター-ヨーク-ハリスバーグ | WXBU      | 15 (23)             | 2015年     | TBD                  |
| サウスカロライナ州チャールストン                          | WGWG      | 4 (34)              | 2015年     | H&I                  |
| サウスカロライナ州フローレンス-マートルビーチ             | WWMB 1    | 21 (21)             | 2013年     | Dabl                 |

- 1 シンクレア・ブロードキャスト・グループによるLMA（英語版）の下で運営

### 「落ちこぼれ防止」論争
2005年1月、「USAトゥデイ」は、情報公開法に基づいて入手した文書により、物議を醸している「落ちこぼれ防止法」を促進するためにウィリアムズが24万ドルを受け取っていたことが明らかになったと報じた。USAトゥデイは、ウィリアムズが雇われたのは、「全国的にシンジケート化された彼のテレビ番組で法律を宣伝し、他の黒人ジャーナリストに同じことをするよう促すため」であったと報じた。合意の一環として、ウィリアムズは「放送中、定期的にNCLBにコメントする」こと、及び2004年の番組中に放映されたテレビとラジオのスポットで教育長官のロッド・ペイジにインタビューすることを要求された。ウィリアムズとの契約は、アメリカ合衆国教育省と広報会社のケッチャムとの間の95万ドルの契約の一部だった。
「USAトゥデイ」の暴露後、トリビューン・メディア・サービス（TMS）はウィリアムズとのシンジケーション契約を打ち切った。「エディター&パブリッシャー」（E&P）への声明の中で、TMSは、「週刊紙のコラムの対象となっている団体から何らかの形で報酬を受け取ることは、少なくとも利益相反のように見える。このような状況下では、読者は、彼のコラムで表明された見解が彼自身のものなのか、それとも第三者によって購入されたものなのかを自問することになるだろう」と述べている。それに応じて、ウィリアムズは当初、E&Pに対し、自分のコラムを自己シンジケートするつもりであると語った。E&Pは、ウィリアムズのウェブサイトにクライアントとしてリストされている10の新聞に連絡を取り、コラムを掲載し続けるかどうか尋ね、大多数はそうしないと述べた。ウィリアムズは後にAP通信に、「私はジャーナリストではなく、コメンテーターでもあるが、メディアの倫理基準を守らなければならないと感じている。私の判断は最善ではなかった。二度とやらないし、そこから学んだ」と語った。
2005年9月30日、アメリカ合衆国会計検査院は、広報活動における政府の役割が明らかにされていないため、教育省が支払いを行う際に違法に行動したと結論付けるレポートを発表した。

### セクシャルハラスメント和解
1997年と2017年に別のセクシャルハラスメント訴訟で和解した。

## 政治、ビジネス、慈善活動
HUD長官のベン・カーソンの長年の仲間であり、2016年の大統領選挙期間中、影響力のある代理人だった。
501(c)(3)非営利慈善団体であるカーソン奨学金基金（Carson Scholars Fund）の全国理事会メンバーである。  
2004年、大統領（当時）のジョージ・W・ブッシュによって、ホワイトハウス・フェローを選ぶ大統領委員会のホワイトハウス・フェロー委員会に任命された。
2021年、サウスカロライナ州立大学から名誉博士号を取得した。
国際的なマーケティング、広告、メディア広報コンサルティング会社であるグラハム・ウィリアムズ・グループ（Graham Williams Group）の創設者兼CEOでもある。

## 著書
- Armstrong Williams, What Black and White America Must Do Now: A Prescription to Move Beyond Race（黒人と白人のアメリカが今しなければならないこと:人種を超えて行動するための処方箋）, Hot Books, August 2020. ISBN 0-029-35365-3
- Armstrong Williams, Reawakening Virtues: Restoring What Makes America Great（美徳の再覚醒:アメリカを偉大にするものを取り戻す）, New Chapter Publisher, July 2011, ISBN 0-9827918-5-2
- Armstrong Williams, Letters to a young victim: Hope and Healing in America's Inner Cities（若い犠牲者への手紙:アメリカの都心部における希望と癒し）, Scribner Paper Fiction, October 1996. ISBN 0-684-82466-3
- Armstrong Williams, Beyond Blame: How We Can Succeed by Breaking the Dependency Barrier（Beyond Blame:依存関係の障壁を打ち破って成功する方法）, Free Press, May 1995. ISBN 0-02-935365-3